# Чернуха (Арзамасский район)
Черну́ха — село в Арзамасском районе Нижегородской области, административный центр Чернухинского сельсовета.

## Географическое положение
Село расположено на реке Чернушка (левый приток Серёжи) близ её устья. Расстояние до Арзамаса — 34 км, до Нижнего Новгорода — 100 км.

## Население
| 1959 | 1999  | 2002  | 2010  |
| ---- | ----- | ----- | ----- |
| 4576 | ↘4070 | ↘3507 | ↘3364 |

## История
В 1935—1963 годах Чернуха была центром Чернухинского района Горьковской (в 1954—1957 — Арзамасской) областей.
Чернуха — село самобытное, известное своими мастерами. Первое упоминание о Чернухе в литературе относится к началу XVI века. Первыми поселенцами села были монахи — чернецы, отсюда и название села — Чернуха.
Причина, по которой их так называли, неизвестна. Каждый монах был крайне непокорным человеком. За несогласие подчиняться властям их преследовали и пытались покорить, но тщетно. Край был известен своими лесными богатствами. Это явилось причиной поселения здесь.
Есть и второй вариант появления названия села Чернуха. Автор Трубе утверждает, что село названо по имени речки Чернушка, воды которой в прошлом от глубины были черные. Но учитывая, что основное население села — старообрядцы, больше склонность к первому варианту.
В начале XVI века, около 1525 г., место небольшого поселения в бассейне реки Серёжа стало впоследствии называться Чернушкой.
Люди жили на островках, окружённых водой, на небольшой поляне, среди лесов разбросаны десятка два хижин. Сюда бежали крестьяне от помещичьего гнёта.
В статистическом отчёте 1859 года сказано, что с. Чернуха — казённое село при Чернушке и безымянных озёрах, расположенных в 25 верстах от уездного города. В нём 348 дворов, 1029 мужчин, 1063 женщины, 2 православных церквей. В селе было волостное правление и сельское управление, училище, ведомства государственных имуществ, базар, на улице Свердлова стояли две больницы, двухэтажное здание, где располагался монастырь. Были у монастыря и сад, и большой огород, а также проходила служба.
Основной вид занятий — хлебопашество. Мужчины были большими мастерами-плотниками, пильщиками, учеными, художниками, поэтами. Жёны ткали холсты, половики, стегали одеяла и изготавливали славянские наряды.
В Петров день в селе проводили ярмарку с песнями, плясками, хороводами, качелями, каруселями. Накануне масленицы был большой базар. А в остальные дни ездили на ярмарки в Арзамас.
Основные сельскохозяйственные культуры — рожь, просо, греча, конопля.
Основные религиозные группы — старообрядцы и православные. В селе была православная деревянная церковь, но во время пожара в 1896 году она сгорела. После этого построили новую, каменную. А с 1946 года в ней находился дом культуры.
В 1934 году было организовано 3 колхоза: «Большевик», «1 мая», «Авангард».
В 1935 году был образован Чернухинский район.
Из улиц в Чернухе основная улица — Ленина. Настоящие названия улицы получили при организации района, когда Чернухе был присвоен статус районного центра. А позже, когда появились новые улицы, появились и новые, современные названия.

## Культура и образование
В селе расположена действующая Церковь в честь Николая Чудотворца. С 20 ноября 2009 года её настоятелем назначен игумен Авель (Чугунов).
Также действует старообрядческая православная церковь.

### Чернухинская среднеобразовательная школа
2-хэтажное здание, с небольшим двором в центре.
1 спортивный зал, 1 актовый зал, 2 компьютерных класса, 25 кабинетов.
В школе учатся 350 учеников, они разделены на 11 классов. В школе преподают несколько иностранных языков: Английский, Французский, Немецкий.
Работает клуб на ул. Ленина, где по праздникам проводятся концерты.

## Памятники архитектуры и исторические памятники, музеи, кинотеатры, библиотеки
В селе действует 1 клуб, 2 детских сада, 2 библиотеки, 1 киноустановка.
Также в центре находится памятник «Неизвестному солдату».
В Чернухе располагается уникальный музей Природы. Музей «Природа» им. С. И. Трофимова Арзамасского района основан в 1955 году охотниками Чернухинского районного охотобщества.
В настоящее время в музее «Природа» с. Чернуха находится более 1500 экспонатов. Среди них много чучел животных, живущих в нашей полосе, старинная одежда с. Чернуха, различные сувениры, как природного происхождения, так и изделия народных мастеров, книги, открытки и многое другое.
В настоящее время музей «Природа» является природоохранным центром Арзамасского района. Адрес: 607210, Арзамасский район, с. Чернуха, ул. Ленина, д.26.

## Транспорт
В Чернухе есть своя железнодорожная станция — Серёжа.

## Экономика
Филиал ОАО «НПП „Исток“ им. Шокина», ЗАО «Кварц НН».

## Лечебные учреждения
На территории села имеется 1 туберкулёзный санаторий, 1 участковая больница, построенная в 2008 г.